# Sajnovics János

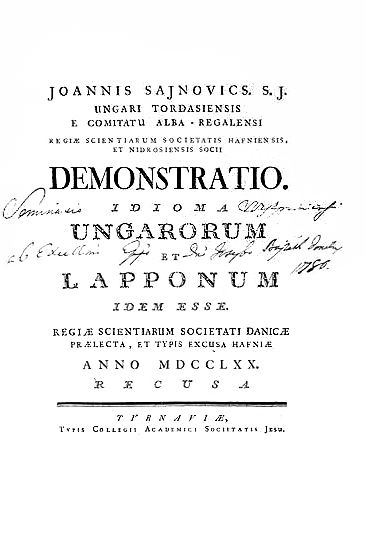
A Demonstratio címlapja

Tordasi és kálozi Sajnovics János (hagyományosan: Sajnovits)  (Tordas, 1733. május 12. – Buda, 1785. május 4.) jezsuita szerzetes, a finnugor nyelvrokonság korai kutatója, nyelvész, matematikus és csillagász.

## Élete
A nemesi származású Sajnovics János, miután felvették a jezsuita rendbe, annak előírásai szerint 1748. szeptember 24-én vagyonáról bátyja, Sajnovics Mátyás javára lemondott. Már mint teológus, hittudományi tanulmányai mellett előszeretettel foglalkozott a matematikával és csillagászattal. 1758 és 1760 közt Hell Miksa, a bécsi udvari csillagda igazgatójának tanársegédje volt.
Nyelvünk finnugor rokonságának gondolatával egyes tudósok viszonylag korán foglalkoztak. A 18. században már német és skandináv tudósok utaltak a lapp és a magyar nyelv közötti esetleges rokonságra.
Az első magyar kutató Sajnovics János volt, aki megvetette nyelvünk rokonságának tudományos alapjait. Sajnovics nem volt nyelvész, jezsuita szerzetesként tagja volt annak az expedíciónak, amely 1769-ben VII. Keresztély dán király kezdeményezésére, Mária Terézia megbízásából, Hell Miksa vezetésével Észak-Norvégia partjainál, Vardø szigetén végzett méréseket és megfigyeléseket az 1769. június 3-áról 4-re virradóan: a Vénusz bolygó átvonulása a napkorong előtt. A tudósnak a mérések mellett az is a feladata volt, hogy tanulmányozza a szigeten élő lappok anyanyelvét is. Sajnovics elsőként a két nyelv hangzásának, hanglejtésének hasonlóságára figyelt fel. Majd a nyelvek szókészlettani, hangtani és alaktani egyezéseit kutatta.
Sajnovics a lapp és a magyar nyelv azonosságairól már 1770-ben könyv alakban (Demonstratio Idioma Ungarorum et Lapponum idem esse) írt, és ezzel elindította nyelvünk eredetének tudományos kutatását is. Igaz, hogy a tudós munkáját inkább külföldön fogadták el, hazánkban értetlenül és nem kis ellenszenvvel szemlélték. Ennek ellenére Sajnovics feltételezése az orvos és természettudós Gyarmathi Sámuel személyében követőre talált.
A röviden csak Demonstratio címen ismert latin nyelvű művét lefordították dán, finn és német nyelvre (ma már angolul is olvasható), de magyarul csak 1994-ben jelent meg. Az első, koppenhágai kiadást gyorsan követte a nagyszombati, ez utóbbiban jelent meg először nyomtatásban az ómagyar Halotti beszéd is, melyről elsőként Pray György jezsuita szerzetes számolt be.
Sajnovicsot Hell Miksával együtt 1770-ben a dán királyi akadémia tagjává választotta. 1773-ban a mennyiségtan tanára lett a budai egyetemen és a királyi csillagász-igazgató társa. Szerzetének eltörlése mélyen megszomorította; s hogy szelíd lelke vallásos érzését megtartotta, mutatja második művének utolsó fejezete, melyben hattyúdalként magasztalja az Isten mindenhatóságát.
Csillagászattal kapcsolatos munkássága elismeréseképpen a Nemzetközi Csillagászati Unió 2010-ben róla nevezte el a 114659 Sajnovics kisbolygót.

## Művei
- Demonstratio idioma ungarorum et lapponum idem esse. Regiae scientiarum societati danicae praelecta et typis excusa Hafniae. Anno MDCCLXX (2. kiadása. Nagyszombat, 1771)
- Idea astronomiae, honoribus regiae universitatis Budensis dicata. Budae, 1778
- Sajnovics naplója 1768 – 1769 – 1770; előszó, jegyz., szerk. Szíj Enikő, ford. Deák András; ELTE, Bp., 1990 (Bibliotheca Regulyana)
- A csillagászat alapvető ismertetése; ford. id. Nagy Rezső, jegyz. Nagy Rezső, Hudoba György; A Szabadművelődés Háza, Székesfehérvár, 1993
- Demonstratio. Sajnovics János bizonyítása. A magyar és a lapp nyelv azonos; ford. Constantinovitsné Vladár Zsuzsa, szerk. Szíj Enikő; ELTE, Bp., 1994 (Bibliotheca Regulyana)
- Szemléltetés. A magyar és a lapp nyelv azonos; ford. Braejer Flóra; Két Hollós, Bp., 2014 (az eredeti hasonmásával)
- Bizonyítás: a magyar és a lapp nyelv azonos, 1770. A koppenhágai demonstratio. A koppenhágai kiadás hasonmása magyar fordítással; ford., tan. Constantinovitsné Vladár Zsuzsa, szerk. Szíj Enikő; Finnugor Népek Világkongresszusa  Magyar Nemzeti Szervezete, Budapest, 2021 (Bibliotheca Regulyana)

Két latin levele maradt fenn, melyeket Vardøből írt, az elsőt 1769. ápr. 5., a másodikat jún. 6. (ezek másolatát ismerteti Vass József az Uj M. Muzeum 1857. évf.).
Hellnek Ephemerides Astronomicae c. folyóiratában is vannak följegyzései (1768, 1778).